# Max Gaspà
Max Gaspà Ibañez (Barcelona, España, 3 de enero de 2006) es un jugador de baloncesto español. Juega de escolta y su actual equipo es el Bàsquet Manresa de la Liga ACB de España.

## Carrera deportiva
Es un escolta formado en la cantera del Bàsquet Manresa y en la temporada 2023-24 formó parte de la plantilla del ascenso de Super Copa catalana a Tercera FEB.
El 17 de septiembre de 2024, renueva por dos temporadas con el Bàsquet Manresa.
En la temporada 2024-25, forma parte del Motor Munich Cadí Manresa de Tercera FEB.
El 7 de diciembre de 2024, debuta en Liga ACB con el primer equipo del Bàsquet Manresa en un encuentro frente al Club Básquet Coruña, en el que disputa 3 minutos y 15 segundos.

## Trayectoria
| Equipo                    | Liga               | Temporada       |
| ------------------------- | ------------------ | --------------- |
| Motor Munich Cadí Manresa | Tercera FEB España | 2023-Actualidad |
| Bàsquet Manresa           | ACB España         | 2024-Actualidad |